# Roope Latvala
Pour les articles homonymes, voir Latvala.
 (septembre 2007).
Roope Latvala est un musicien finlandais né le 25 juin 1970 à Helsinki. Il est notamment connu pour avoir été guitariste des groupes Stone, Sinergy et Children of Bodom. Il est réputé pour être l'un des meilleurs musiciens de heavy metal de son pays.
Roope Latvala fonde à quinze ans le groupe Stone avec son ami Janne Joutseniemmi, devenant ainsi l'un des pionniers du metal en Finlande. De sa formation en 1984 à 1991, date de sa séparation, le groupe connut un relatif succès dans le pays. Jouant ensuite dans quelques groupes ou projets à courte de durée de vie (rarement plus d'un an), il rejoint finalement Waltari en 1995, et y joua pendant six ans.
En 2001, le jeune Alexi Laiho, guitariste virtuose de Children of Bodom et admirateur avéré de Latvala, qu'il considère comme une influence majeure, fit appel à lui pour son groupe Sinergy.
En 2003, après le départ d'Alexander Kuoppala, Latvala fut intégré comme second guitariste de Children of Bodom. Les fans ont quasiment tous réservé un accueil positif au nouvel arrivant. En 2015, Children of Bodom annonce se séparer de Latvala après douze ans de collaboration.
Roope Latvala est considéré par beaucoup, non seulement comme un pionnier du metal finlandais, mais aussi comme un des meilleurs guitaristes du pays.